# Anduele Pryor
Anduelle Miguele (Anduele) Pryor (Paramaribo, 26 april 1985) is een Nederlandse profvoetballer.
In de jeugd voetbalde Prior bij AFC en daarna bij Vitesse. Op 26 augustus 2006 debuteerde hij in de hoofdmacht van Vitesse onder hoofdcoach Aad de Mos. De linkspoot wordt meestal als aanvallende middenvelder gebruikt. Zijn eerste doelpunt, op 23 september 2006 tegen Heracles Almelo, maakte hij dan ook met zijn linkervoet.
Hij verhuist in de winterperiode 2009/2010 op huurbasis naar de eersteklasser KSV Roeselare.
In het seizoen 2011/12 komt hij uit voor Bayern München II dat in de Regionalliga speelt. Daarna heeft hij geen club en gaat bij diverse clubs op proef.